# Собченко, Роман
Роман Собченко (эст. Roman Sobtšenko; 25 января 1994, Пюсси, Ида-Вирумаа) — эстонский футболист, полузащитник.

## Биография
В раннем детстве переехал в Таллин. Занимался футболом в таллинских школах «ТЯК» и «Веллдорис», также выступал за ряд других команд в юниорских соревнованиях. Во взрослом футболе дебютировал в 15-летнем возрасте в старшей команде «Веллдорис», игравшей в четвёртой лиге. В начале 2011 года перешёл в таллинский «Легион» из первой лиги.
Летом 2011 года перешёл в таллинскую «Флору», где первоначально играл только за дубль. Дебютный матч за основную команду «Флоры» в высшей лиге сыграл 1 марта 2014 года против «Локомотива» из Йыхви, заменив на 67-й минуте Андре Фролова. Всего в 2014 году сыграл 10 матчей за основную команду, во всех выходил на замены. В остальных сезонах играл только за дубль, а в 2013 и первой половине 2015 года не играл вообще.
В 2016 году перешёл в «Инфонет» (позднее — «ФКИ Таллинн»), с которым в том же сезоне завоевал чемпионский титул. Однако не был игроком стартового состава, сыграв за сезон 15 матчей, из них лишь в четырёх выходил с первых минут. Следующий сезон начал в том же клубе и стал обладателем Кубка страны 2016/17 и Суперкубка 2017 года, но в летом вернулся в «Флору», с которой по итогам 2017 года тоже завоевал чемпионский титул. В составе «Флоры» сыграл один матч в еврокубках. В дальнейшем играл в высшей лиге за таллинские «Калев» и «Нымме Калью» и нарвский «Транс».
В 2021 году играл в первой лиге за «Маарду ЛМ» и стал победителем турнира. В 2022 году перешёл в другой клуб первой лиги — «Харью» (Лаагри), с которым также стал победителем турнира и в следующем сезоне играл в высшей лиге. В 2024 году вернулся в «Маарду ЛМ», клуб выступал в четвёртом дивизионе.
Выступал за сборные Эстонии младших возрастов, провёл более 30 матчей.
Вне футбола работает агентом по недвижимости.

## Достижения
- Чемпион Эстонии: 2016, 2017
- Обладатель Кубка Эстонии: 2016/17
- Обладатель Суперкубка Эстонии: 2014 (не играл), 2017, 2019 (не играл)